# Liste der Naturschutzgebiete im Landkreis Regen
Im Landkreis Regen gibt es 14 Naturschutzgebiete. Zusammen nehmen sie im Landkreis eine Fläche von 479 Hektar ein. Das größte Naturschutzgebiet ist das 1939 eingerichtete Naturschutzgebiet Großer Arbersee und Arberseewand.
| Name                                           | Bild | Kennung                   | Kreis                                       | Einzelheiten                                          | Position | Fläche Hektar | Datum |
| ---------------------------------------------- | ---- | ------------------------- | ------------------------------------------- | ----------------------------------------------------- | -------- | ------------- | ----- |
| Bachlerner Moos                                |      | NSG-00626.01 WDPA: 318152 | Landkreis Regen                             |                                                       | ⊙        | 8,65          | 1993  |
| Birkenbruchwald Oed                            |      | NSG-00214.01 WDPA: 162431 | Landkreis Regen                             |                                                       | ⊙        | 18,77         | 1984  |
| Großer Arbersee und Arberseewand               |      | NSG-00021.01 WDPA: 163348 | Landkreis Regen                             |                                                       | ⊙        | 148,57        | 1939  |
| Großer Pfahl und Pfahlriegel St. Antoniuspfahl |      | NSG-00012.01 WDPA: 81769  | Landkreis Regen                             | Der Pfahl, ein Höhenzug im Bayerischen Wald Viechtach | ⊙        | 24,03         | 1939  |
| Hof-Pfahl                                      |      | NSG-00013.01 WDPA: 81905  | Landkreis Regen                             | Allersdorf                                            | ⊙        | 15,93         | 1939  |
| Kiesau                                         |      | NSG-00448.01 WDPA: 164068 | Landkreis Regen                             |                                                       | ⊙        | 9,59          | 1993  |
| Mitternacher Ohe                               |      | NSG-00240.01 WDPA: 164637 | Landkreis Freyung-Grafenau, Landkreis Regen | LK Freyung-Grafenau 76,70 ha, LK Regen 30,28 ha       | ⊙        | 106,98        | 1985  |
| Moosbacher Pfahl                               |      | NSG-00011.01 WDPA: 82182  | Landkreis Regen                             | Moosbach                                              | ⊙        | 10,98         | 1939  |
| Pfahl bei der Ruine Weißenstein                |      | NSG-00028.01 WDPA: 82319  | Landkreis Regen                             | Ruine Weißenstein                                     | ⊙        | 4,61          | 1940  |
| Riesloch                                       |      | NSG-00016.01 WDPA: 318989 | Landkreis Regen                             | Bodenmais                                             | ⊙        | 33,40         | 1939  |
| Rotfilz                                        |      | NSG-00095.01 WDPA: 82449  | Landkreis Regen                             |                                                       | ⊙        | 12,88         | 1973  |
| Stockau-Wiesen                                 |      | NSG-00134.01 WDPA: 82647  | Landkreis Regen                             | Zwiesel                                               | ⊙        | 10,99         | 1980  |
| Stockwiesen bei Schollenried                   |      | NSG-00178.01 WDPA: 82650  | Landkreis Regen                             |                                                       | ⊙        | 12,33         | 1983  |
| Todtenau und umgebende Auen                    |      | NSG-00188.01 WDPA: 82719  | Landkreis Deggendorf, Landkreis Regen       | LK Deggendorf 6,71 ha, LK Regen 138,11 ha             | ⊙        | 144,82        | 1983  |
| Legende für Naturschutzgebiet                  |      |                           |                                             |                                                       |          |               |       |